# 18e congresdistrict van Californië

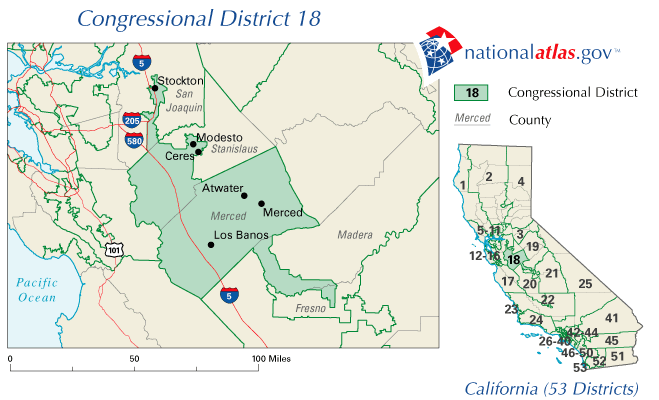
Kaart van het 18e congresdistrict van Californië

Het 18e congresdistrict van Californië, vaak afgekort als CA-18, is een kiesdistrict voor het Amerikaanse Huis van Afgevaardigden. Het ligt tegenwoordig ten zuidoosten van de San Francisco Bay Area en omvat het noorden van de San Joaquin Valley. Het 18de district bestaat uit delen van de county's San Joaquin, Stanislaus, Merced, Madera en Fresno. Enkele steden in het gebied zijn Modesto, Stockton, Ceres, Atwater, Merced en Los Banos. Van de totale bevolking woont 91,3% in een stedelijke omgeving. Het district wordt gedomineerd door een grote populatie Hispanics (41,9%).
Het 18e district bestaat al sinds 1933 en is sinds haar creatie vaak hertekend. Zoals het geval bij de meeste congresdistricten in Californië, is het district steeds noordelijker komen te liggen. Vanaf de jaren 1980 omvat het district een gebied ten zuidoosten van de Bay Area, maar wel oostelijker dan nu het geval is. Sinds 1983 wordt het 18e district door een Democraat vertegenwoordigd. Sinds 2003 vertegenwoordigt de Democraat Dennis Cardoza het district in het Huis van Afgevaardigden. Op 20 oktober 2011 kondigde Cardoza aan dat hij zijn carrière als afgevaardigde eind-2012 zou stopzetten.
Het 18e congresdistrict is gematigd Democratisch. In de presidentsverkiezingen van 2008 won Barack Obama met 59,2% van de stemmen, maar in 2004 wist toenmalig president George W. Bush nog een heel erg nipte overwinning te behalen met 49,6% tegen 49,3%.